# Calamine (Stoffgemisch)
| Allgemeine Angaben | Allgemeine Angaben                          | Allgemeine Angaben                          |
| ------------------ | ------------------------------------------- | ------------------------------------------- |
| Name               | Calamine (INCI)                             | Calamine (INCI)                             |
| CAS-Nummer         | 8011-96-9                                   | 8011-96-9                                   |
| ATC-Code           | D02AB                                       | D02AB                                       |
| Aussehen           | hellrosa bis leicht rosa-bräunliches Pulver | hellrosa bis leicht rosa-bräunliches Pulver |
| Wirkstoffklasse    | Adsorbens                                   | Adsorbens                                   |

Calamine (englisch; sprich:  ˈkæləˌmaɪn) ist mit einer kleinen Menge Eisen(III)-oxid eingefärbtes Zinkoxidpulver. Die Mischung wird in der Kosmetik verwendet sowie auch arzneilich in Zubereitungen für die Haut.
Zinkoxid wirkt zusammenziehend (adstringierend), trocknend und leicht antiseptisch. Kosmetisch ist darüber hinaus die abdeckende Wirkung bedeutsam. Die Einfärbung mit Eisen(III)-oxid dient der hautfarbenen Abtönung. „Calamine Lotion“ ist eine mit der Zinkoxidschüttelmixtur vergleichbare Lotion und wurde durch die Weltgesundheitsorganisation (WHO) als unentbehrliches Arzneimittel zur Behandlung von Juckreiz eingestuft.
Calamine USP enthält gemäß der Spezifikation im US-amerikanischen Arzneibuch (USP) mindestens 98,0 % Zinkoxid (ZnO). Die USP beschreibt auch eine Rezeptur für eine Calamine-haltige Lotio (Calamine Lotion USP). Das im britischen Arzneibuch (BP) aufgeführte Calamine BP hingegen ist als mit Eisen(III)-oxid eingefärbtes basisches Zinkcarbonat (2 ZnCO3·3 Zn(OH)2) definiert. Basisches Zinkcarbonat weist ähnliche Anwendungseigenschaften auf wie Zinkoxid. Die BP beschreibt ferner verschiedene Calamine-Zubereitungen (Creme, Salbe, Lotio) zur Anwendung auf der Haut.